# Hadassah de Boer
Hadassah de Boer (Amsterdam, 30 maart 1971) is een Nederlandse presentatrice. 

## Biografie
De Boer begon in 1995 bij AT5 als stagiaire. In het seizoen 2001/2002 presenteerde ze samen met Sylvana Simons voor RTL 4 het programma Met Man en Macht. Ook presenteerde zij tussen 2002 en 2005 op de radio voor de TROS Muziekcafé. Bij de NPS (tegenwoordig NTR) presenteerde ze diverse programma's. Uit de dagelijkse talkshow TV3 die zij samen met Matthijs van Nieuwkerk presenteerde, is het populaire programma De Wereld Draait Door voortgekomen. Ook presenteerde zij het culturele programma NPS Arena op Nederland 3.
De Boer is ook verbonden aan het digitale themakanaal Cultura van de NTR. Hiervoor presenteert zij (wisselend met Andrew Makkinga) het Cultura Journaal, het wekelijkse filmmagazine Cultura Film, en af en toe Cultura.nl. 
In maart 2008 presenteerde De Boer 'Van hier tot Tokio' waarin ze Nederlandse kunstenaars, fotografen en modeontwerpers opzocht in steden als Istanboel, Londen en Berlijn. Op 10 februari 2009 presenteerde zij voor de Joodse Omroep samen met NMO-presentator Abdellah Dami en Andries Knevel van de EO het programma Live uit Jeruzalem. Dit programma werd rechtstreeks vanuit Jeruzalem uitgezonden op Nederland 2 en draaide om de Israëlische parlementsverkiezingen 2009.

## Privé
De Boer is een dochter van voormalig PvdA-politica Hedy d'Ancona, en haar eerste echtgenoot Guus de Boer. Samen met haar ex-vriend heeft zij een zoon.